# Copa América de Futebol de Areia
A Copa América de Futebol de Areia (em espanhol como Copa América de Fútbol Playa) é um torneio internacional bienal de futebol de praia disputado entre as seleções masculinas seniores dos 10 membros da CONMEBOL. É a versão do futebol de areia da mais conhecida Copa América em seu esporte pai, o futebol.
O torneio foi organizado pelo Beach Soccer Worldwide entre 1994 até 2014 e atualmente é organizado pela entidade máxima do futebol na América do Sul, CONMEBOL, desde 2016 após sua declaração de compromisso um ano antes, para desenvolver o futebol de areia no continente.

## História
Em 1994–99, 2003 e 2012–14, eventos de exibição também foram realizados sob o título de Copa América mas esta encarnação totalmente competitiva da Copa América é a primeira a ser oficialmente sancionada e organizada pela CONMEBOL, que também organiza os outros eventos oficiais da Copa América no futebol e futsal.
Desde 2023, é o principal campeonato de futebol de praia disputado exclusivamente por seleções sul-americanas. Anteriormente, era um dos dois principais campeonatos junto com o mais antigo torneio de qualificação para a Copa do Mundo, estabelecido em 2006. No entanto, a CONMEBOL anunciou a abolição deste último em 2022, em favor da dobradinha da Copa América como eliminatória para a Copa do Mundo. Nessa época, o torneio também foi alterado de anos pares para anos ímpares.
O Brasil é o maior campeão com 10 pelo BSWW e 3 títulos pela CONMEBOL. O Paraguai tem um título pela CONMEBOL.

## Campeões

### BSWW
| 1994 | Santos, Brasil                | Brasil | Uruguai        |           |                |
| 1995 | Santos, Brasil                | Brasil | México         | Argentina | Canadá         |
| 1996 | Salvador, Brasil              | Brasil | Estados Unidos | Canadá    | Chile          |
| 1997 | Salvador, Brasil              | Brasil | México         |           |                |
| 1998 | Salvador, Brasil              | Brasil | Estados Unidos |           |                |
| 1999 | Salvador, Brasil              | Brasil | Estados Unidos |           |                |
| 2003 | Campos dos Goytacazes, Brasil | Brasil | Uruguai        | Peru      | Estados Unidos |
| 2012 | Rio Quente, Brasil            | Brasil | México         | Argentina | Estados Unidos |
| 2013 | Santos, Brasil                | Brasil | México         | Argentina | Estados Unidos |
| 2014 | Recife, Brasil                | Brasil | Argentina      | México    | El Salvador    |

#### Títulos por país
| Seleção        | Campeão                                                         | Vice-campeão               | 3º lugar             | 4º lugar             |
| -------------- | --------------------------------------------------------------- | -------------------------- | -------------------- | -------------------- |
| Brasil         | 10 (1994, 1995, 1996, 1997, 1998, 1999, 2003, 2012, 2013, 2014) | –                          | –                    | –                    |
| México         | –                                                               | 4 (1995, 1997, 2012, 2013) | –                    | –                    |
| Estados Unidos | –                                                               | 3 (1996, 1998, 1999)       | –                    | 3 (2003, 2012, 2013) |
| Uruguai        | –                                                               | 2 (1994, 2003)             | –                    | –                    |
| Argentina      | –                                                               | 1 (2014)                   | 3 (1995, 2012, 2013) | –                    |
| Canadá         | –                                                               | –                          | 1 (1996)             | 1 (1995)             |
| Peru           | –                                                               | –                          | 1 (2003)             |                      |
| Chile          | –                                                               | –                          | –                    | 1 (1996)             |
| El Salvador    | –                                                               | –                          | –                    | 1 (2014)             |

### CONMEBOL
| Ano           | Local                  | | Final | Final | Final | | Disputa do 3º lugar | Disputa do 3º lugar | Disputa do 3º lugar | | |
| Ano           | Local                  | Campeão | Placa | Vice-campeão | 3º lugar | Placa | 4º lugar | | | | |
| 2016 detalhes | Santos, Brasil         | Brasil | 12–2 | Paraguai | Venezuela | 7–6 | Uruguai | | | | |
| 2018 detalhes | Asia, Peru             | Brasil | 7–3 | Paraguai | Uruguai | 7–4 | Equador | | | | |
| 2020          | Rio de Janeiro, Brasil | Originalmente programado para 10 a 17 de maio. Inicialmente adiado e posteriormente cancelado devido à pandemia de COVID-19. | Originalmente programado para 10 a 17 de maio. Inicialmente adiado e posteriormente cancelado devido à pandemia de COVID-19. | Originalmente programado para 10 a 17 de maio. Inicialmente adiado e posteriormente cancelado devido à pandemia de COVID-19. | Originalmente programado para 10 a 17 de maio. Inicialmente adiado e posteriormente cancelado devido à pandemia de COVID-19. | Originalmente programado para 10 a 17 de maio. Inicialmente adiado e posteriormente cancelado devido à pandemia de COVID-19. | Originalmente programado para 10 a 17 de maio. Inicialmente adiado e posteriormente cancelado devido à pandemia de COVID-19. | Originalmente programado para 10 a 17 de maio. Inicialmente adiado e posteriormente cancelado devido à pandemia de COVID-19. | Originalmente programado para 10 a 17 de maio. Inicialmente adiado e posteriormente cancelado devido à pandemia de COVID-19. | Originalmente programado para 10 a 17 de maio. Inicialmente adiado e posteriormente cancelado devido à pandemia de COVID-19. | Originalmente programado para 10 a 17 de maio. Inicialmente adiado e posteriormente cancelado devido à pandemia de COVID-19. |
| 2022 detalhes | Luque, Paraguai        | Paraguai | 3–2 | Brasil | | Chile | 3–2 | Venezuela | | | |
| 2023 detalhes | Rosário, Argentina     | Brasil | 13–5 | Argentina | Colômbia | 7–5 | Paraguai | | | | |

#### Títulos por país
| Seleção   | Campeão              | Vice-campeão   | 3º lugar | 4º lugar |   | Total de 4 posições |
| --------- | -------------------- | -------------- | -------- | -------- | - | ------------------- |
| Brasil    | 3 (2016, 2018, 2023) | 1 (2022)       | –        | –        | 4 |                     |
| Paraguai  | 1 (2022)             | 2 (2016, 2018) | –        | 1 (2023) | 4 |                     |
| Argentina | –                    | 1 (2023)       | –        | –        | 1 |                     |
| Uruguai   | –                    | –              | 1 (2018) | 1 (2016) | 2 |                     |
| Venezuela | –                    | –              | 1 (2016) | 1 (2022) | 2 |                     |
| Chile     | –                    | –              | 1 (2022) | –        | 1 |                     |
| Colômbia  | –                    | –              | 1 (2023) | –        | 1 |                     |
| Equador   | –                    | –              | –        | 1 (2018) | 1 |                     |

## Maiores artilheiros
2016 até 2023
A tabela a seguir mostra os 15 maiores artilheiros de todos os tempos.
| Classificação | Jogador                 | Seleção   | Gols |
| ------------- | ----------------------- | --------- | ---- |
| 1             | Daniel Cedeño           | Equador   | 27   |
| 2             | Billy Velezmoro         | Peru      | 24   |
| 2             | Jorge Bailon            | Equador   | 24   |
| 4             | Rodrigo                 | Brasil    | 16   |
| 5             | Carlos Carballo         | Paraguai  | 15   |
| 6             | Alejander Vaamonde      | Venezuela | 14   |
| 6             | Carlos Valentín Benítez | Paraguai  | 14   |
| 6             | Edson Hulk              | Brasil    | 14   |
| 6             | Lautaro Benaducci       | Argentina | 14   |
| 6             | Pedro Moran             | Paraguai  | 14   |
| 11            | Filipe da Silva         | Brasil    | 13   |
| 11            | Mauricinho              | Brasil    | 13   |
| 13            | Datinha                 | Brasil    | 12   |
| 13            | Lucas Medero            | Argentina | 12   |
| 13            | Milciades Medina        | Paraguai  | 12   |
| 13            | Néstor Medina           | Paraguai  | 12   |
| 13            | Sócrates Vidal          | Peru      | 12   |

Fontes: 2016, 2018; Relatórios de jogos: 2022, 2023.

## Classificação geral
2016 até 2023
| Pos | Seleção   | Part | J  | V  | V+ | VP | D  | GP  | GC  | SG   | Pts | PPJ  | %PV           |
| --- | --------- | ---- | -- | -- | -- | -- | -- | --- | --- | ---- | --- | ---- | ------------- |
| 1   | Brasil    | 4    | 23 | 22 | 0  | 0  | 1  | 177 | 54  | +123 | 66  | 2.87 | 95.7% (22–1)  |
| 2   | Paraguai  | 4    | 23 | 14 | 0  | 1  | 8  | 128 | 97  | +31  | 43  | 1.87 | 65.2% (15–8)  |
| 3   | Uruguai   | 4    | 21 | 10 | 0  | 2  | 9  | 83  | 88  | –5   | 32  | 1.52 | 57.1% (12–9)  |
| 4   | Peru      | 4    | 20 | 9  | 0  | 1  | 10 | 82  | 78  | +4   | 28  | 1.40 | 50.0% (10–10) |
| 5   | Argentina | 4    | 21 | 8  | 1  | 0  | 12 | 71  | 99  | –28  | 26  | 1.24 | 42.9% (9–12)  |
| 6   | Colômbia  | 4    | 21 | 6  | 0  | 3  | 12 | 67  | 84  | –17  | 21  | 1.00 | 42.9% (9–12)  |
| 7   | Venezuela | 4    | 21 | 7  | 0  | 0  | 14 | 66  | 90  | –24  | 21  | 1.00 | 33.3% (7–14)  |
| 8   | Chile     | 4    | 21 | 7  | 0  | 0  | 14 | 69  | 101 | –32  | 21  | 1.00 | 33.3% (7–14)  |
| 9   | Equador   | 4    | 21 | 5  | 1  | 3  | 12 | 94  | 106 | –12  | 20  | 0.95 | 42.9% (9–12)  |
| 10  | Bolívia   | 4    | 20 | 5  | 1  | 0  | 14 | 67  | 107 | –40  | 17  | 0.85 | 30.0% (6–14)  |

Legenda: 
Participações Part / Venceu no tempo normal V = 3 Pontos / Venceu na prorrogação V+ = 2 Pontos / Venceu na disputa de pênaltis VP = 1 Ponto / Derrotado D = 0 Pontos / Pontos por jogo PPJ